# 粵通碼頭 (巴士站)
粵通碼頭（葡萄牙語：Ponte Cais N. 14）位於澳門半島內港的中途站。澳巴1、2、3A、10、11、21A、N3路線；新福利5、16、16S、26、MT4路線途經此站。

## 歷史
- 1949年1月1日，5路線開辦，此站設立。

- 1962年8月19日，1路線開辦，新增停靠此站。

- 1974年11月1日，11、21路線開辦，新增停靠此站。

- 1975年2月8日，21A路線開辦，新增停靠此站。

- 1979年7月4日，第一代7路線開辦，新增停靠此站。

- 1983年1月28日，3A路線開辦，新增停靠此站。

- 1987年3月16日，16路線開辦，新增停靠此站。

- 1990年代，6路線調整走線，新增停靠此站。

- 1997至1998年春節期間，10C臨時開設，新增停靠此站。

- 2001年4月25日，8路線大規模調整走線，取消停靠此站。[1]

- 2006年2月1日，26路線調整走線，新增停靠此站。

- 2011年8月1日，N3路線開辦，新增停靠此站。[2][3][4][5][6]

- 2013年9月28日，6路線分拆為6A和6B路線，並取消停靠此站。[7][8]

- 2016年5月7日，MT4路線延伸行程，新增停靠此站。[9]

- 2017年4月9日，第一代7路線和7A路線合併，取消停靠此站。[10]

- 2018年6月30日至8月16日，為配合民政總署於新馬路開展排水系統改善及路面重鋪工程，3、6A、26A、33及N1B路線臨時停靠此站。[11][12][13][14][15]

- 2018年9月1日，N3路線調整行程，改為往路環方向停靠此站。[16]

- 2021年1月4日，16S路線開辦，新增停靠此站。[17]

- 2023年1月22日至24日、2月4日至5日，“新馬路任我行”步行區試行計劃舉辦，5S路線臨時開設，以此站為總站。[18][19][20]另外，由於新馬路於步行區活動舉行期間全線封閉，2、3A、5、10、10A、11、21A、N3路線暫不停靠此站。[21][22]

- 2023年12月2日，10A路線編號更改為60，取消停靠本站。[23]

## 設施和車道
- 兩個巴士站牌
- 單一行車道

## 路線資料
| 澳巴   | 1      | 關閘 關閘總站   | 媽閣 輕軌媽閣站 媽閣交通樞紐   | - 河邊新街（司打口、下環） - 媽閣廟 |                        |
| 澳巴   | 2      | 永寧廣場        | 媽閣 輕軌媽閣站 媽閣交通樞紐   | - 河邊新街（司打口、下環） - 媽閣廟 |                        |
| 澳巴   | 3A     | ↺ 關閘 關閘廣場 | 媽閣碼頭 輕軌媽閣站            | - 河邊新街（司打口、下環） - 媽閣廟 |                        |
| 新福利 | 5      | ↺ 華大新村      | 媽閣 輕軌媽閣站 媽閣交通樞紐   | - 河邊新街（司打口、下環） - 媽閣廟 |                        |
| 澳巴   | 10     | 關閘 關閘總站   | 媽閣 輕軌媽閣站 媽閣交通樞紐   | - 河邊新街（司打口、下環） - 媽閣廟 |                        |
| 澳巴   | 11     | ↺ 氹仔官也街    | 媽閣 輕軌媽閣站 媽閣交通樞紐   | - 河邊新街（司打口、下環） - 媽閣廟 |                        |
| 新福利 | 16     | 牧場街          | ↺ 下環街市                     | |                        |
| 新福利 | 16S    | 牧場街          | ↺ 媽閣 輕軌媽閣站 媽閣交通樞紐 | - 河邊新街（下環） - 媽閣廟 | 16路線特班車           |
| 澳巴   | 21A    | 九澳油庫        | 媽閣 輕軌媽閣站 媽閣交通樞紐   | - 河邊新街（下環） - 媽閣廟 |                        |
| 新福利 | 26     | 筷子基北灣      | ↺ 路環市區                     | - 河邊新街（司打口、下環） - 媽閣廟及媽閣交通樞紐（ 輕軌媽閣站） - 旅遊塔 - 氹仔海濱休憩區 - 海洋花園（海洋廣場、衛生中心）（ 輕軌海洋站） - 柯維納馬路及南新花園（ 輕軌馬會站） - 華寶及花城 - 湖畔大廈 - 海灣花園 - 北安大馬路（出入境事務大樓） - 氹仔客運碼頭（ 輕軌氹仔碼頭站） - 澳門機場（ 輕軌機場站） - 科大醫院及科技大學 - 路氹連貫公路（新濠天地、倫敦人） - 蓮花路停車場（ 輕軌蓮花站） - 石排灣（公屋群及郊野公園） - 路環警察訓練營 |                        |
| 新福利 | MT4    | 關閘 關閘總站   | 氹仔客運碼頭                   | - 河邊新街（司打口、下環） - 媽閣廟及媽閣交通樞紐（ 輕軌媽閣站） - 氹仔海濱休憩區 - 海洋花園（海洋廣場、衛生中心）（ 輕軌海洋站） - 南新花園（ 輕軌馬會站） - 氹仔市區（中央公園、泉亮） - 氹仔嘉樂庇馬路（茵景園、大潭山壹號） - 路氹連貫公路（新濠天地、倫敦人） - 澳門協和醫院（ 輕軌協和醫院站） - 蓮花路 - 溜冰路（澳門東亞運動會體育館） - 上葡京及永利皇宮                                                                                  |                        |
| 澳巴   | N3     | 亞馬喇前地      | ↺ 路環市區                     | - 河邊新街（司打口、下環） - 媽閣廟及媽閣交通樞紐（ 輕軌媽閣站） - 海洋花園及氹仔海濱休憩區 - 史伯泰（麗景灣酒店） - 氹仔市區（泉澧、泉亮） - 氹仔嘉樂庇馬路（茵景園、大潭山一號） - 路氹連貫公路（新濠天地、倫敦人） - 蓮花路停車場（ 輕軌蓮花站） - 石排灣（公屋群及郊野公園） - 路環警察訓練營 以下為6-8月期間停靠： - 路環（警察訓練營、市區、少年感化院） - 竹灣（燒烤公園、海灘、豪園） - 海蘭花園                                           | 夜間路線               |
| 澳巴   | N3夏季 | 亞馬喇前地      | ↺ 黑沙海灘                     | - 河邊新街（司打口、下環） - 媽閣廟及媽閣交通樞紐（ 輕軌媽閣站） - 海洋花園及氹仔海濱休憩區 - 史伯泰（麗景灣酒店） - 氹仔市區（泉澧、泉亮） - 氹仔嘉樂庇馬路（茵景園、大潭山一號） - 路氹連貫公路（新濠天地、倫敦人） - 蓮花路停車場（ 輕軌蓮花站） - 石排灣（公屋群及郊野公園） - 路環警察訓練營 以下為6-8月期間停靠： - 路環（警察訓練營、市區、少年感化院） - 竹灣（燒烤公園、海灘、豪園） - 海蘭花園                                           | 夜間路線 6-8月期間實施 |

## 鄰近公共運輸站

### 巴士
M132 十六浦（Ponte 16）
路線：1、3、3X、4、6A、8A、18A、18B、19、26、26A、33、61、101X、MT4、N1A
M137 內港客運碼頭（Terminal Marítimo de Passageiros do Porto Interior）
路線：1、2、3A、5、10、11、18、18B、21A、26、MT4、N3

### 海上客運
粵通船務
- 內港客運碼頭：澳門內港至珠海灣仔跨境海上客運航線

## 外部連結
- 新福利官方網站 （繁體中文） （页面存档备份，存于）
- 澳巴官方網站 （繁體中文） （页面存档备份，存于）